# Циганаши (Јаши)
Циганаши (рум. Ţigănaşi) насеље је у Румунији у округу Јаши у општини Циганаши. Oпштина се налази на надморској висини од 74 m.

## Становништво
Према подацима из 2012. године у насељу је живело 4283 становника.

### Попис2002.
| Расподела становништва по националности 2002.‍ | Расподела становништва по националности 2002.‍ | Расподела становништва по националности 2002.‍ | Расподела становништва по националности 2002.‍ | Расподела становништва по националности 2002.‍ |
| --------------------------------------------- | --------------------------------------------- | --------------------------------------------- | --------------------------------------------- | --------------------------------------------- |
|                                               |                                               |                                               |                                               |                                               |
| Румуни                                        | Румуни                                        |                                               | 4.286                                         | 99,9%                                         |
| други                                         | други                                         |                                               | 3                                             | 0,1%                                          |